# Roger Quenolle
Roger Quenolle, né le 19 juillet 1925 au Vésinet (Yvelines) et mort le 13 juillet 2004 au Vésinet, est un joueur international et entraîneur de football français.
Attaquant puis milieu de terrain, Quenolle achève sa carrière de joueur en 1965. Il devient ensuite entraîneur.

## Biographie

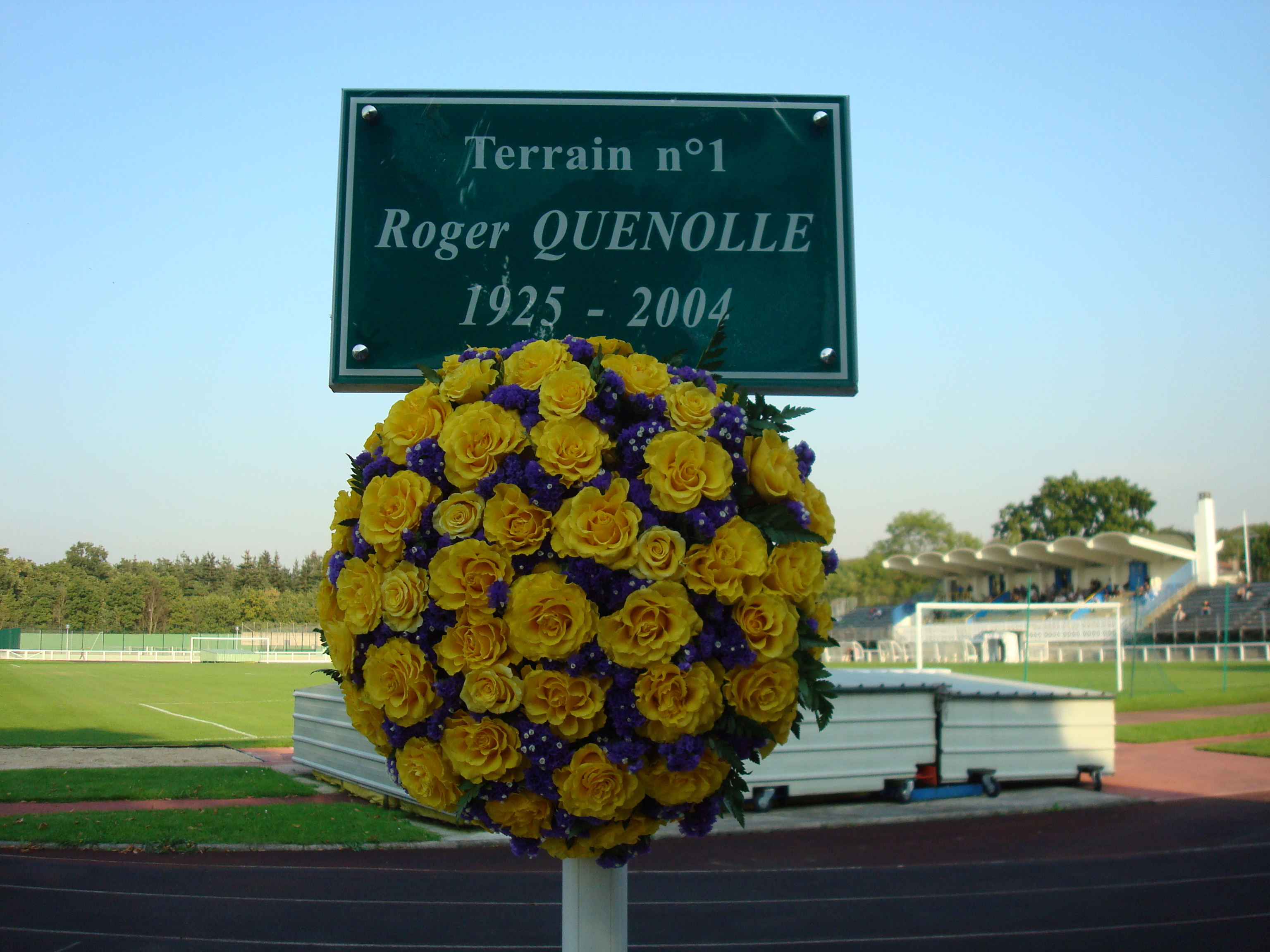
Plaque en hommage à Roger Quenolle.

Repéré au Vesinet par Émile Veinante, Roger Quenolle signe en 1945 au Racing Club de Paris, un club de première division. Il s'y impose progressivement. Il est prêté en novembre 1947 et jusqu'à la fin de saison au FC Rouen, en Division 2,.
À son retour, il retrouve sa place au sein des « Mousquetaires », la fameuse ligne d'attaque Ciel et Blanc qui pratique un jeu particulièrement spectaculaire, qualifié alors de « tourbillon ». Il remporte avec le Racing la Coupe de France en 1949 (en étant impliqué dans trois des cinq buts de son équipe en finale), et se voit deux fois sélectionné en équipe de France cette année-là. Son équipe s'incline l'année suivante lors d'une nouvelle finale de Coupe de France.
En 1952 il quitte la capitale et poursuit sa carrière au RC Strasbourg, en Division 2, où il continue à marquer de nombreux buts. Il rejoint l'année suivante le Red Star Olympique Audonien et y termine sa carrière professionnelle en 1957, après quatre nouvelles saisons en D2.
Quenolle signe en tant qu'entraîneur-joueur au Stade Saint-Germain, qui vient d'être promu en championnat de France amateur (CFA), l'élite amateur. Sous la férule de Quenolle, entraîneur passionné, râleur et contestataire, Saint-Germain se maintient pendant onze saisons consécutives, et se structure, en créant notamment une école de football. Quenolle quitte le Stade Saint-Germain en 1969, sur une 3e place dans le groupe Ouest de CFA, le meilleur classement jamais atteint par le club. Un an plus tard, le club devient le « Paris Saint-Germain ».
Quenolle reste ensuite l'entraîneur de l'AS Poissy de 1969 à 1983, en DH de Paris Île-de-France puis en Division 3. Le club atteint même la Division 2 en 1977-1978.
Il quitte ensuite le monde du football et meurt le 13 juillet 2004. Le 22 septembre 2007 à l'occasion du match de CFA opposant l'AS Poissy au Paris SG B, un hommage lui est rendu par les deux clubs : une gerbe de fleur est déposée devant la plaque du terrain d'honneur baptisé à son nom.

## Carrière
Joueur
- US Vésinet
- 1945-1951 : RC Paris (D1, 150 matchs, 53 buts)
- 1951-1952 : FC Rouen (D2, 27 matchs, 15 buts)
- 1952-1953 : RC Strasbourg (D2, 31 matchs, 17 buts)
- 1953-1957 : Red Star OA (D2, 125 matchs, 52 buts)
- 1957-1965 : Stade Saint-Germain (D3, entraîneur-joueur)

Entraîneur
- 1957-1969 : Stade Saint-Germain
- 1969-1983 : AS Poissy

## Palmarès
Joueur
- Coupe de France : 
  - Vainqueur en 1949 avec le RC Paris
  - Finaliste en 1950 avec le RC Paris
- Championnat de France D2 : 
  - Vice-champion en 1955 avec le Red Star